# Parvitragulus
Parvitragulus es un género extinto perteneciente a la familia Hypertragulidae, del orden Artiodactyla, endémico de Norteamérica durante el Eoceno, que vivió hace 38—33.9 Ma y existió aproximadamente durante 4,1 millones de años.
Parvitragulus fue un rumiante primitivo, parecido a un pequeño ciervo, a pesar de que están más emparentados a los Tragulidaes modernos. Era frugívoro, es decir, que se alimentaba exclusivamente de fruta.

## Taxonomía
Parvitragulus fue nombrado por Emry en 1978. Fue asignado a Hypertragulidae por Emry en 1978 y por Carroll en 1988.

## Especies
Parvitragulus es un género monotípico ya que solo posee una especie:
- Parvitragulus priscus.

## Morfogía
Cuatro especímenes fueron examinados por M. Mendoza, C. M. Janis y P. Palmqvist por masa corporal:
- 3,26 kg (7,2 lb)
- 2,16 kg (4,8 lb)

## Distribución fósil
Se han encontrado fósiles en:
- Flagstaff Rim I, Condado de Natrona, Wyoming.
- Dirty Creek Ridge, Condado de Sioux, Nebraska.
- Airstrip (TMM 40504), Condado de Presidio, Texas.